# Rodolphe Kasser
Pour les articles homonymes, voir Kasser.
Rodolphe Kasser, né à Yverdon-les-Bains le 14 janvier 1927, décédé le 8 octobre 2013, est un philologue, archéologue suisse et professeur ordinaire puis émérite de langue et littérature coptes à la Faculté des Lettres de l'Université de Genève.
Il a en particulier publié de nombreux papyrus coptes de la Bibliotheca Bodmerian (Fondation Martin Bodmer), ainsi que la traduction de L'Évangile selon Thomas et de la version en copte de L'Évangile de Judas.

## Biographie
Rodolphe Kasser est né à Yverdon le 14 janvier 1927, où son père est pharmacien. Il fait ses études secondaires au gymnase de Neuchâtel. Il étudie ensuite la théologie protestante à Lausanne (1946-1948) et de copte à Paris (1948-1950). Il obtient une licence en théologie sur un sujet de littérature copte. Toujours à Paris, il approfondit de 1950 à 1953 son étude du copte à l'École pratique des hautes études.
En 1953, il se détourne du copte, et exerce ensuite un ministère pastoral, d'abord à Yverdon, au sein de l'Église évangélique libre du canton de Vaud (1953-1956) puis en France (Gard), dans l'Église réformée de France (1956-1959).
Entre-temps, en 1956 prend place un événement qui sera décisif dans sa carrière : il apprend qu'un collectionneur zurichois du nom de Martin Bodmer possède des manuscrits coptes à Cologny, et il lui demande s'il peut les voir. Bodmer le charge alors de la publication de ces textes, ce qui sera le début d'une collaboration fructueuse.
En 1965, il obtient son diplôme de l'École pratique des hautes études, section des sciences religieuses, avec un travail qui s'intitule Les versions coptes de l'Évangile de Jean.
À partir de 1963, il enseigne la langue et de la littérature coptes à la Faculté des Lettres de l'Université de Genève, d'abord comme privat-docent, puis professeur extraordinaire (jusqu'en 1976, année où il est nommé professeur ordinaire. Il occupe cette fonction jusqu'en 1998, année où il prend sa retraite, à l'âge de soixante onze ans,.
Il s'est aussi engagé dans des activités liées à l'archéologie d'Yverdon, puisqu'il fut, d'une part de directeur de l'Institut d'archéologie yverdonnoise (créé en 1974), et d'autre part président de la Société du Castrum romain d'Yverdon-les-Bains dès 1986 (société qu'il avait fondée en 1978), activités qui lui ont permis d'exhumer et/ou de protéger des objets notoires.
Il meurt le 8 octobre 2013 à Yverdon-les-Bains, à l'âge de 86 ans.

## Activités
Philologue et archélogogue, Rodolphe Kasser a été un coptologue de renommée internationale. Sa traduction (2006) du copte à l'anglais et au français de l'Évangile de Judas  du Codex Tchacos a été un évènement majeur qui a révélé au grand public la richesse et la complexité des textes coptes composés au début du christianisme.

### Archéologie

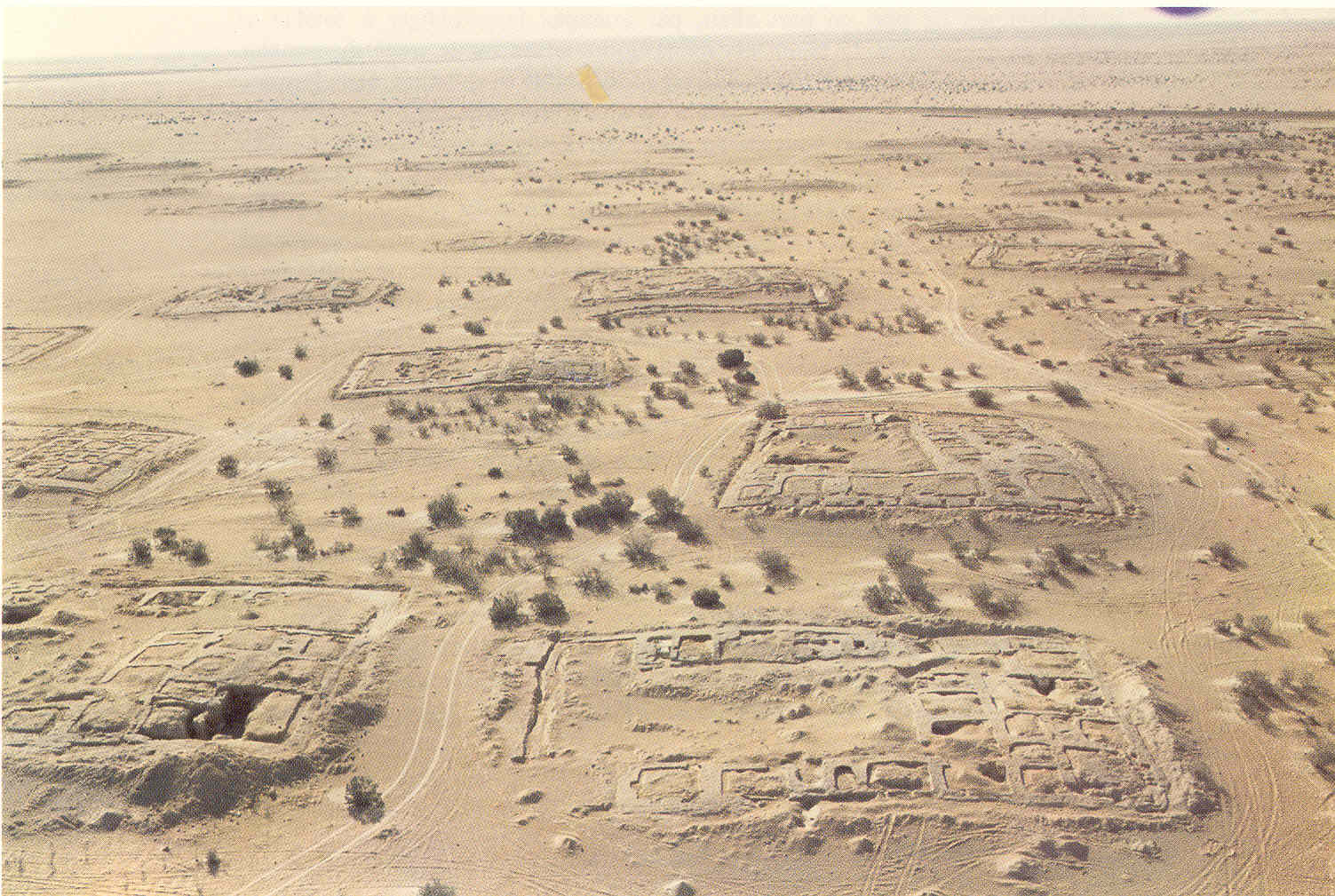
Le site archéologique des Kellia (Égypte)

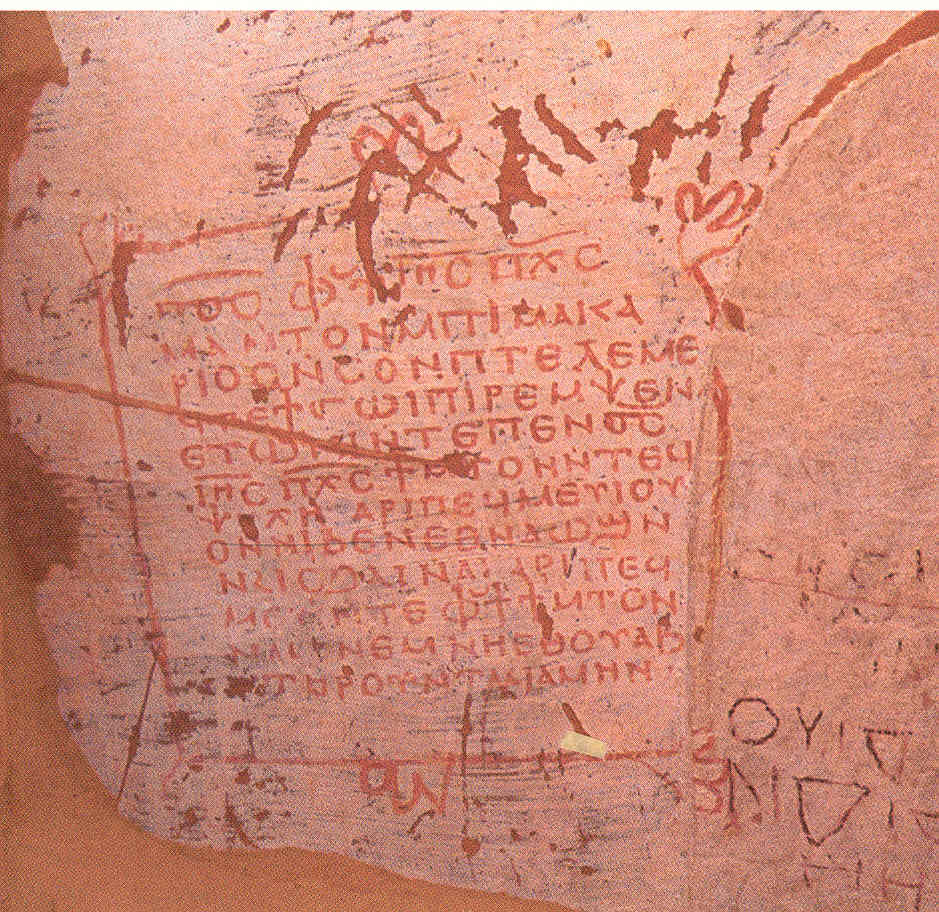
Une inscription en langue copte sur le site des Kellia (Égypte)

Dès les années 1960, Kasser manifeste son intérêt pour l'archéologie, d'abord européenne, puis égyptienne.
En 1964, il est invité par François Daumas, le directeur de  l'Institut français d'archéologie orientale du Caire, à séjourner dans l'institution, où il rencontre Antoine Guillaumont, qui attendait avec impatience de pouvoir visiter le site supposé des Kellia, dans le désert de Nitrie, à mi-chemin entre Alexandrie et Le Caire, qui était supposé être le lieu où furent créés les premiers monastères chrétiens d'Égypte (remontant pour les plus anciens au IVe siècle. Le site est en train d'être démoli pour laisser la place à des cultures. R. Kasser organise alors une expédition en Land-Rover vers cet endroit. Antoine Guillaumont pourra faire stopper les travaux.
Et dès l'année suivante, R. Kasser il est directeur de la Mission suisse d'archéologie copte de l'Université de Genève sur ce site, et il dirige les études topographiques des Kellia.

#### Archéologie et bénévolat
Par ailleurs, Rodolphe Kasser s'est investi dans la promotion d'activités bénévoles dans le cadre de l'archéologie. Il encadre et forme un groupe de volontaires à Yverdon, avec lesquels il a découvert des objets importants du patrimoine protohistorique et historique européen. On relèvera en particulier l'exhumation de deux pirogues gallo-romaines, dont l'une pratiquement complète, date du IVe siècle — un spécimen unique à ce jour bâti à partir de deux pirogues étroitement liées — d'un beau vase tonnelet quadrichrome, et d'une précieuse statue celtique à figure humaine, en bois de chêne, dont il n'existe que trois exemplaires en Suisse,.
Enfin, entre 1980 et 1998, il a été le conservateur de la section protohistorique et historique du Musée d'Yverdon.

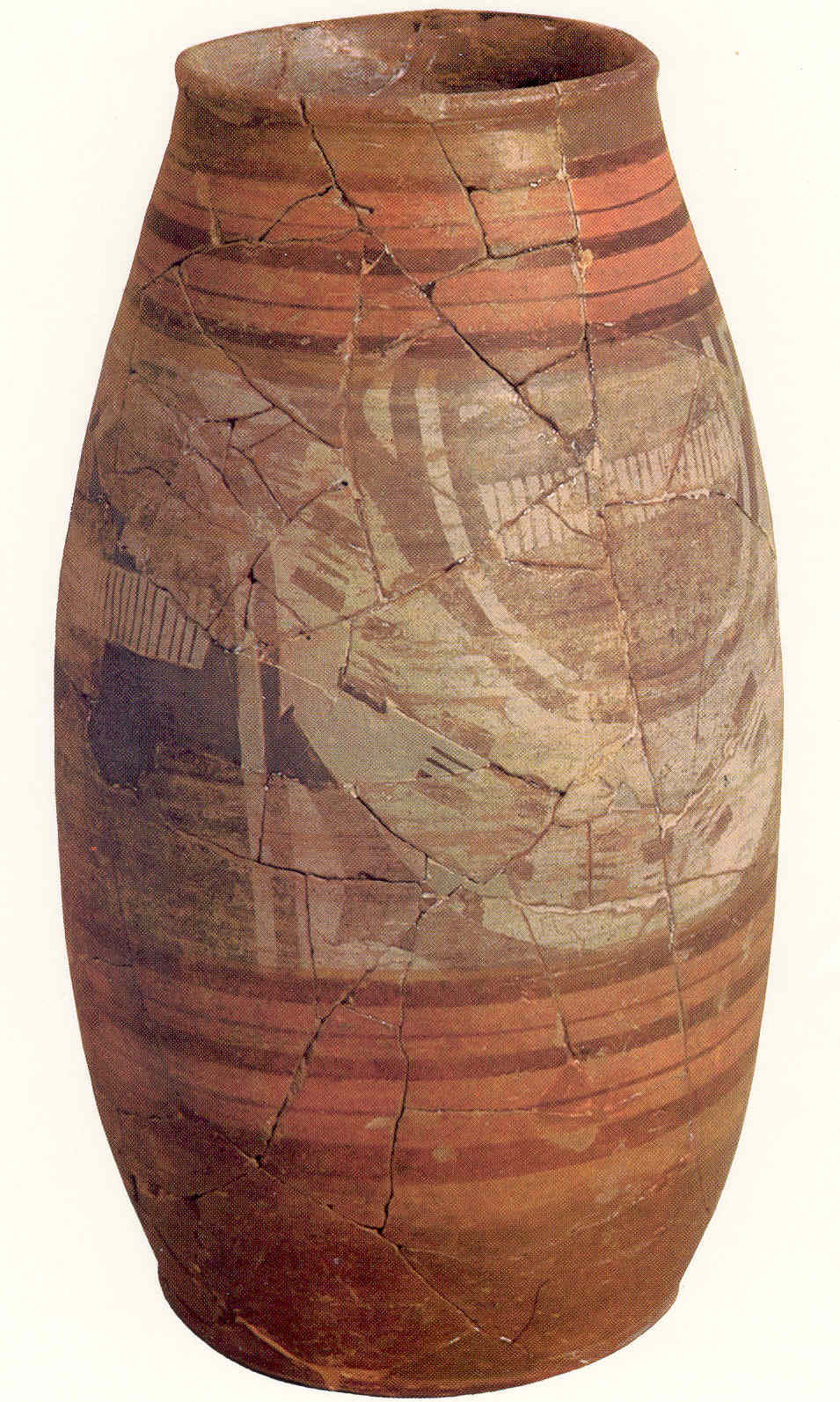
Vase tonnelet quadrichrome découvert en 1945 par R. Kasser à Yverdon-les-Bains

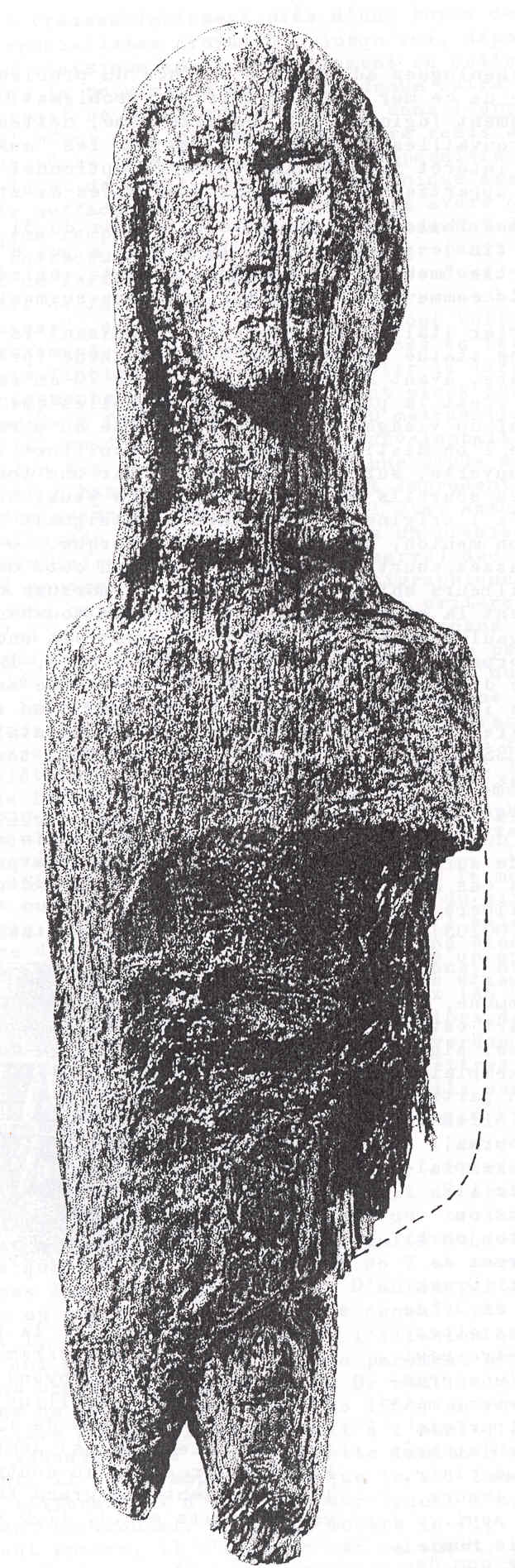
Statue celtique découverte à Yverdon-les-Bains, grâce aux activités bénévoles du Groupe d'archéologie yverdonnoise

### Copte
Dès 1963, Kasser a effectué d'importants travaux de recherche dans le champ de la philologie copte et entrepris la préparation d'un nouveau Dictionnaire copte. Ce travail a été mené de fronts avec des recherches importantes sur les dialectes coptes, qui ont conduit à des modifications profondes de la classification dialectale de cette langue. C'est essentiellement à lui que l'on doit l'apparition de la dialectologie copte en tant que domaine de recherches.
De nombreuses publications (1964-2005) ont illustré cette activité de recherche. Il a ainsi édité plusieurs importants codices grecs, coptes et bilingues de la Bibliothèque Bodmérienne.
Son travail sur les textes gnostiques coptes découverts à Nag Hammadi, l'a amené à devenir membre du Comité restreint publication des manuscrits de Nag Hammadi (1972-1984), et du Comité technique quadripartite de l'édition photographique de base (S. Giversen, R. Kasser, M. Krause, J. Robinson). Il a aussi assuré l'édition et la traduction d'autres importants textes gnostiques coptes, comme le Codex Jung, et de textes manichéens coptes.

### Responsabilités exercées
Dès 1976, Kasser a été nommé membre du comité directeur de l'International Association for Coptic Studies, dont il a été le président de 1984 à 1988, puis président d'honneur dès 2000. Il a également été l'un des vice-présidents de la Société d'Égyptologie de Genève. De 1980 à 1991, il a dirigé, en tant que rédacteur responsable, la section « Linguistics » de la Coptic Encyclopedia.
En 1986, il a participé à la création du projet international (dano-germano-suisse) d'édition des manuscrits manichéens coptes du temple de Rénénoutet de Médinet Mâdi appartenant à la Bibliothèque Chester-Beatty (Dublin), en tant que membre suisse de son comité triparti.

## Publications

### Papyri Bodmer
Rodolphe Kasser a édité de nombreux papyrus Bibliotheca Bodmeriana. On a vu que dès 1956, Martin Bodmer le charge de publier ses manuscrits coptes, ainsi que plusieurs de ses manuscrits grecs.
Kasser publiera donc, de 1958 à 1965 les Papyrus Bodmer III, VI, XVI, XVII, XVIII, XIX, XXI, XXII, XXIII, tous bibliques. De 1961 à 1969, dans le domaine grec, les Papyri Bodmer XIV-XV (avec V. Martin) et XXIV (avec M. Testuz) ; enfin les XXV et XXVI (avec C. Austin), tous bibliques, à l'exception des deux derniers qui sont des comédies de Ménandre. Sa thèse de doctorat (1965) à l'École pratique des hautes études présente d'ailleurs les résultats des recherches entreprises à partir des papyri Bodmer III, VI, Modèle:IXX, XXI, XXII après qu'il les eut édités.
Après la création, en 1971, de la Fondation Martin Bodmer, il est responsable de la section des manuscrits coptes de cette Fondation, manuscrits dont il a poursuivi la publication. En 2004 (avec Philippe Luisier), il édite le Papyrus Bodmer XLI.

### Kellia
Les différentes campagnes de recherches sur le site des Kellia, en Basse-Égypte, ont conduit à toute une série de publications, dont le volume qui clôturait la série a paru peu avant la disparition de Rodolphe Kasser.

### Évangiles
Dès 2001, il a conduit la restauration et préparé l'édition princeps du Codex Tchacos, contenant l'Évangile de Judas (attribué à Judas Iscariote) et trois autres textes apocryphes coptes : 

« En juillet 2001, la Fondation Maecenas pour l’art ancien lui montre un codex acquis l’année précédente, découvert dans le désert égyptien. Son titre L’Évangile de Judas - Judas l’Iscariote suscite l’émerveillement de Rodolphe Kasser qui en entreprend la traduction et les commentaires avec Marwin Meyer et Gregor Wurst. Avec son équipe, Rodolphe Kasser publie pour la première fois, en juin 2006, la traduction intégrale de cette révélation par Jésus à Judas l’Iscariote. »

### Travaux de Rodolphe Kasser
- Rodolphe Kasser, L'Évangile selon Thomas : présentation et commentaire théologique, Neuchâtel, Delachaux et Niestlé, coll. « Bibliothèque théologique », 1961, 170 p. (présentation en ligne)(traduction en français à partir du copte, et rétroversion en grec.

- L’Évangile selon saint Jean et les versions coptes, Neuchâtel, Delachaux et Niestlé, coll. « Bibliothèque théologique », 1966, 318 p. (présentation en ligne)
- « L'Évangile selon Saint Jean et les versions coptes de la Bible » (présentation par R. Kasser de sa thèse), École pratique des hautes études, Section des sciences religieuses. Annuaire 1965-1966, no 73,‎ 1964, p. 186-189 (www.persee.fr/doc/ephe_0000-0002_1964_num_77_73_18230)
- L’Évangile de Judas (Traduction intégrale et commentaires des professeurs Rodolphe Kasser, Marwin Meyer, Gregor Wurst), Paris, Flammarion, 2006, 224 p. (ISBN 978-2-082-10580-4)

### Autres
- (en) (en) Søren Giversen, Martin Krause, Peter Nagel (Eds.), Coptology: Past, Present, and Future. Studies in Honour of Rodolphe Kasser, Louvain, Peeters Publishers, coll. « Orientalia Lovaniensia analecta » (no 61), 1994, 370 p. (ISBN 978-9-068-31646-9)